# Kościół św. Jana Chrzciciela w Kołdrąbiu
Kościół świętego Jana Chrzciela w Kołdrąbiu – rzymskokatolicki kościół parafialny należący do parafii pod tym samym wezwaniem (dekanat rogowski archidiecezji gnieźnieńskiej).
Obecna świątynia powstała na miejscu wcześniejszej drewnianej, spalonej w 1889 roku. Budowa została zakończona w 1903 roku. W tym samym roku odbyła się konsekracja kościoła. Budowla wyróżnia się wysoką, ośmiokątną wieżą zakończoną ostrosłupowym dachem hełmowym. Wystrój wnętrza, a także wyposażenie powstały w stylu neogotyckim. Jednym z jego elementów jest krucyfiks z XIX wieku.